# Mutual (Ohio)
Pour les articles homonymes, voir Mutual.
Mutual est un village américain situé dans le comté de Champaign, dans l'Ohio. Selon le recensement de 2010, sa population est de 104 habitants.